# Distrito de Canaria
El distrito de Canaria es uno de los doce distritos de la provincia de Fajardo, ubicada en el departamento de Ayacucho, perteneciente a la región Ayacucho, en el Perú.

## Historia
El distrito fue creado mediante Ley del 2 de enero de 1857, en el gobierno del Presidente Ramón Castilla.

## Centros poblados
- Villa Canaria (Capital)
- Raccaya
- Taca
  - Huancapampa (Anexo)
  - Santa Rosa de Saccllani (Caserío)[2]
  - Chumbilla (Anexo)

## Autoridades

### Municipales
- 2019 - Actualmente
  - Alcalde: Alejandro Quispe Curiñaupa (Movimiento Regional Gana Ayacucho)
  - Regidores:

  1. Lázaro Gamboa Gamboa (Movimiento Regional Gana Ayacucho)
  2. Ida Conde Llamccaya (Movimiento Regional Gana Ayacucho)
  3. Ladislao Sence Arias (Movimiento Regional Gana Ayacucho)
  4. Auristela Raymundo Barrientos (Movimiento Regional Gana Ayacucho)
  5. Marcelina Raymundo Gutiérrez (Qatun Tarpuy)